# Lijst van voetbalinterlands Dominica - Turks- en Caicoseilanden
Deze lijst van voetbalinterlands is een overzicht van alle officiële voetbalwedstrijden tussen de nationale teams van Dominica en de Turks- en Caicoseilanden. De landen speelden tot op heden twee keer tegen elkaar. De eerste ontmoeting, een groepswedstrijd tijdens de CONCACAF Nations League 2023/24, werd gespeeld in Providenciales op 12 september 2023. Het laatste duel, de returnwedstrijd in dezelfde competitie, vond plaats op 20 november 2023 in Road Town (Britse Maagdeneilanden).

## Wedstrijden
| № | Plaats         | Datum             | Competitie                      | Wedstrijd                       | Uitslag |
| - | -------------- | ----------------- | ------------------------------- | ------------------------------- | ------- |
| 1 | Providenciales | 12 september 2023 | CONCACAF Nations League 2023/24 | Turks- en Caicoseil. − Dominica | 0 − 3   |
| 2 | Road Town      | 20 november 2023  | CONCACAF Nations League 2023/24 | Dominica − Turks- en Caicoseil. | 2 − 0   |

## Samenvatting
| Competitie              | Totaal gespeeld | Winst Dominica | Gelijk | Winst Turks- en Caicoseil. | Doelsaldo Dominica – Turks- en Caicoseil. |
| ----------------------- | --------------- | -------------- | ------ | -------------------------- | ----------------------------------------- |
| CONCACAF Nations League | 2               | 2              | 0      | 0                          | 5 − 0                                     |
| Totaal                  | 2               | 2              | 0      | 0                          | 5 − 0                                     |

DFA · 
Vrouwenvoetbalelftal van Dominica
Interlands
Tegenstander:
Amerikaanse Maagdeneilanden ·
Anguilla ·
Antigua en Barbuda ·
Aruba ·
Bahama's ·
Barbados ·
Bermuda ·
Britse Maagdeneilanden ·
Canada ·
Cuba ·
Dominicaanse Republiek ·
Grenada ·
Guatemala ·
Guyana ·
Haïti ·
Jamaica ·
Mexico ·
Nicaragua ·
Panama ·
Saint Kitts en Nevis ·
Saint Lucia ·
Saint Vincent en de Grenadines ·
Suriname ·
Trinidad en Tobago ·
Turks- en Caicoseilanden
TCIFA · 
A-internationals · 
Vrouwenelftal van de Turks- en Caicoseilanden
1990 – 1999 · 
2000 – 2009 · 
2010 – 2019 ·
2020 − 2029
1999 · 
2000 · 
2001 · 
2002 · 
2003 · 
2004 · 
2005 · 
2006 · 
2007 · 
2008 · 
2009 · 
2010 · 
2011 · 
2014 ·
2018 ·
2019 ·
2020 ·
2021 ·
2022 ·
2023 ·
2024
Amerikaanse Maagdeneilanden ·
Anguilla ·
Aruba ·
Bahama's ·
Belize ·
Britse Maagdeneilanden ·
Cuba ·
Dominica ·
Dominicaanse Republiek ·
Guyana ·
Haïti ·
Kaaimaneilanden ·
Nicaragua ·
Saint Kitts en Nevis ·
Saint Lucia ·
Saint Vincent en de Grenadines